# 加圖 (紐約州村)
加圖（英語：Cato）是位於美國紐約州卡尤加縣的村。

## 人口
根據2020年美國人口普查的數據，加圖的面積為2.62平方千米，當中陸地面積為2.56平方千米，而水域面積為0.06平方千米。當地共有人口517人，而人口密度為每平方千米197人。